# Jules Falquet
Jules Falquet, nascida em 29 de fevereiro de 1968 na cidade de Paris, é uma filósofa e socióloga francesa especializada em questões de interseccionalidade e de entrelaçamento das relações sociais (gênero, origens étnicas e classe social). Ela é professora universitária e também ativista feminista e antirracista. Seus trabalhos se concentram no feminismo.

## Biografia

### Origens e nome
Jules Falquet escolheu seu nome próprio aos dezessete anos, para não ter que declarar seu gênero .

### Educação
Jules Faquet defendeu sua tese, intitulada Mulheres, movimento revolucionário, guerra e democratização: o movimento de mulheres e o feminismo em El Salvador (1970-1994), na Sorbonne em 1997. Se tornou em seguida professora de sociologia, lecionando de 2003 a 2021 na Universidade Paris Diderot (Paris 7), onde criou a especialidade "Gênero, mudança social e política: perspectivas transnacionais" do mestrado em Sociologia e Antropologia, do qual se tornou diretora. Autorizada a orientar pesquisas desde 2012, ela é professora do departamento de filosofia da Universidade Paris 8 desde 2021.
Desde que se tornou conferencista em sociologia na Universidade de Paris-Diderot, ela é membro do Centro de Sociologia das Práticas e Representações Políticas (CSPRP) e codiretora do Centro de Documentação, Pesquisa e Estudos Feministas (CEDREF).
Em 2009, juntamente com Salima Amari, Jane Freedman, Claudie Lesselier, Amazighe Tilila e Anna Pak, ela organizou a conferência “Lésbicas, migrações, exílios e racismo" na Universidade Paris 8, da qual também participou Dalila Kadri .

### Pesquisas
As suas primeiras pesquisas, iniciadas na década de 1980, centraram-se na escolarização das mulheres indígenas de Chiapas, em seguida na participação das mulheres no projecto revolucionário da Frente Farabundo Martí de Libertação Nacional (FMLN) em El Salvador. Ela também se debruçou sobre a questão da participação de mulheres indígenas no movimento zapatista em Chiapas. Suas pesquisas mostram que as mulheres indígenas chegaram a constituir, em determinados momentos, um terço das forças armadas  .
Desde a década de 2000, Falquet estuda a resistência coletiva à mundialização neoliberal e suas consequências: as novas ideologias da "governança" e do "desenvolvimento", a transformação das migrações, a rearticulação das relações sociais de gênero, classe e raça. Ela escreveu notavelmente Pax Neoliberalia: mulheres e reorganização global da violência, traduzido para o português em 2022.

## Posições Políticas
Falquet é pró-aborto, como declarou à época da aprovação do projeto de lei que legaliza o aborto na Argentina em 2020. Ela é crítica do feminismo de Estado  e daquilo que classifica como a "ONGização de uma parte do movimento feminista latino-americano financiado por organismos internacionais". Afirma também ser uma feminista materialista .

## Publicações
Em francês
- Lesbianisme et féminisme: histoires politiques (2003).
- De gré ou de force: les femmes dans la mondialisation (2008).
- Pax neoliberalia: perspectives féministes sur (la réorganisation de) la violence (2016).
- Imbrication: femmes, race et classe dans les mouvements sociaux (2019).

Em português  
- Pax neoliberalia: mulheres e reorganização global da violência (2022). ISBN 9786599501746.